# Облакът на Магелан
Облакът на Магелан (на полски: Obłok Magellana) е научнофантастичен роман на Станислав Лем (1955). Когато романът е публикуван за първи път, някои части от него са били цензурирани от комунистическите власти. Според някои източници Лем лично денонсира цензурираната версия, определяйки я като твърде оптимистична за комунизма. Такава постъпка по онова време може да се схваща като увереност, че международната известност на полския писател ще го предпази от държавни репресии. Пълната версия на романа е публикувана след 1990 г. след падането на комунистическия режим.